# 米多北助
米多 北助 （めた の ほぞ、生没年不詳）は、飛鳥時代の豪族。姓は君。位階は従五位下。

## 出自
米多氏（米多君）は米多国造家の氏で、応神天皇の後裔とする皇別氏族。米多国とは肥前国三根郡米多郷（現在の佐賀県三養基郡上峰町大字前牟田の米多一帯）の地を指し、その国造家は応神天皇の曾孫・都紀女加を国造に定めたことに始まるという。

## 経歴
文武朝の大宝4年（704年）従五位下に叙爵する。この時に同じく従五位下に昇った官人に、穂積山守・巨勢久須比・大神狛麻呂・佐伯乗麻呂・采女枚夫・太安万侶・阿倍首名・田口益人・笠麻呂・石上豊庭・大伴道足・漆部道麻呂・多治比三宅麻呂・台八嶋がいる。
慶雲4年（707年）文武天皇の葬儀にあたって、犬上王・采女枚夫・多治比三宅麻呂・黄文本実とともに、御装司を務めた。

## 官歴
『続日本紀』による。
- 時期不詳：正六位上
- 大宝4年（704年）正月7日：従五位下
- 慶雲4年（707年）10月3日：御装司